# Félix Louis L'Herminier
Pour les articles homonymes, voir L'Herminier.
Compléments
Père de Ferdinand Joseph L'Herminier (1802-1866)
Félix Louis L'Herminier, né le 18 mai 1779 à Paris et mort le 25 octobre 1833 à Paris, est un pharmacien (apothicaire) et naturaliste français.

## Biographie
Félix Louis L'Herminier fait des études de chirurgie, de chimie et d'histoire naturelle à l'hôpital de Lille avant de partir sous le Directoire comme pharmacien pour la Guadeloupe en 1798 puis à Marie-Galante de 1801 à 1802,.
À la suite des « violents soubresauts » de la Soufrière, le 28 septembre 1797, une "commission de chirurgiens, de médecins, de pharmaciens fut créé en vue d'observer et d'analyser ces manifestations éruptives" dont il fit partie,.
De 1815 à 1816 (sous la Restauration) étant proscrit de Guadeloupe il s'est exilé sur l'île Saint Barthélemy alors possession du roi Gustave III de Suède. En remerciement il y rédige une intéressante proposition d'étude naturaliste. De 1816 à 1819 il s'installe à Charleston en Caroline du Sud où il devient le premier conservateur du muséum d’histoire naturelle de la ville. Puis il retourne en Guadeloupe où il continue d'étudier la faune et la flore de l'île. En 1829, il rentre définitivement en France.
Il a publié plusieurs travaux sur les oiseaux, notamment sur le rôle et la fonction du sternum (Recherches sur l'appareil sternal des oiseaux, considéré sous le double rapport de l'ostéologie et la myologie, suivies d'un essai sur la distribution de cette classe de vertébrés, 1827). Il publie également plusieurs mémoires dans les Annales du Muséum national d'histoire naturelle de Paris.
Parmi ses dix enfants, Ferdinand Joseph L'Herminier (1802-1866) deviendra médecin et naturaliste lui aussi en Guadeloupe.

## Distinctions et hommages
Félix Louis L'Herminier reçoit le titre de naturaliste du Roi en 1819,.
En hommage à la famille L'Herminier, le piton L'Herminier, un sommet du sud de la Guadeloupe, et le pavillon L'Herminier, un bâtiment de Pointe-à-Pitre classé aux Monuments historiques, portent le nom de Félix Louis et Ferdinand Joseph L'Herminier.
En zoologie, plusieurs espèces aviaires sont nommées d'après lui, dont : le Pic de Guadeloupe (Melanerpes herminieri), le Puffin d'Audubon (Puffinus lherminieri) et l'Holotropide de L'Herminier (Leiocephalus herminieri).